# Langues sakishima
Les langues sakishima (aussi appelées langues miyako-yaeyama ou langues ryūkyū méridionales) forment un sous-groupe des langues ryūkyū. Elles comprennent l'ensemble dialectal miyako, le yaeyama et parfois le yonaguni.

## Classification
Les langues sakishima font partie des langues ryūkyū, qui elles-mêmes font partie des langues japoniques, qui comprennent le japonais et possiblement des langues éteintes anciennement parlées en Corée (l'hypothèse des langues japoniques péninsulaires selon Alexander Vovin (2017)).
Si le lien entre le miyako et le yaeyama est reconnu par une majorité de linguistes,, la structure interne de ce groupe ainsi que l'inclusion du yonaguni dans ce diasystème font débat.
Une controverse a eu lieu au début du XXIe siècle concernant la classification du tarama, jusqu'alors classé comme un dialecte miyako,.

### Classification selon Shibata
Shibata (1972) classe les langues sakishima comme ceci :
- Langues sakishima
  - Groupe miyako
    - Miyako
    - Irabu
    - Tarama

  - Yaeyama

Il classe le yonaguni en tant que troisième branche des langues ryūkyū.

### Classification selon Thorpe
Thorpe (1983) classe les langues amami-okinawa comme ceci :
- Langues sakishima
  - Groupe miyako
    - 
      - Miyako du Nord
      - Ōgami

    - 
      - Ikema
      - Irabu

    - 
      - Miyako du Sud
      - Kurima

    - Tarama

  - Groupe yaeyama
    - Ishigaki
    - 
      - Kobama
      - Aragusuku

    - 
      - Hatoma
      - Kuroshima

    - Hateruma
    - Iriomote

  - Taketomi

À l'instar de Shibata, il classe le yonaguni à part.
Cette classification est critiquée par Thomas Pellard car elle « n’est pas argumentée de manière détaillée et explicite,
alors qu’elle se démarque fortement des autres hypothèses existantes ».

### Classification selon Hirayama
Hirayama (1992-1994) classe les langues ryūkyū du Sud comme ceci :
- Langues ryūkyū du Sud
  - Groupe miyako
    - Ikema
    - Ōgami
    - Miyako
    - Irabu
    - Tarama

  - Groupe yaeyama
    - 
      - Ishigaki
      - Kobama
      - Aragusuku

    - 
      - Taketomi
      - Kuroshima
      - Hatoma

    - 
      - Iriomote
      - Hateruma

  - Yonaguni

### Classification selon Karimata
Karimata (1999) classe les langues ryūkyū du Sud comme ceci :
- Langues ryūkyū du Sud
  - Miyako
  - Yaeyama
  - Yonaguni

Cette classification sera reprise plus tard par Sean Kim (2020).

### Classification selon Pellard
Pellard (2009, 2015) classe les langues ryūkyū méridionales comme ceci,.
- Langues ryūkyū méridionales
  - Groupe miyako
    - Miyako commun
    - Tarama

  - Langues macro-yaeyama
    - Yaeyama
    - Yonaguni

Sa classification a été reprise par Glottolog.

### Classification selon Vovin
Vovin (2014) classe les langues ryūkyū méridionales comme ceci :
- Langues ryūkyū méridionales
  - Miyako
  - Sakishima

Il classe le yonaguni à part.

### Classification selon Robbeets
Robbeets (2020) classe les langues ryūkyū méridionales comme ceci :
- Langues ryūkyū méridionales
  - Miyako
  - 
    - Yaeyama
    - Yonaguni

### Classification selon Ethnologue
Ethnologue classe les langues sakishima comme ceci :
- Langues sakishima
  - Miyako [mvi]
  - Yaeyama [rys]
  - Yonaguni [yoi]